# 瑞安·達爾
瑞安·達爾（英語：Ryan Dahl，1981年—）是美國的軟體工程師，為可在程式語言JavaScript下運作的執行環境套件「Node.js」、「Deno」的開發者。

## 經歷

### 早年
在六歲時，瑞安的母親有購買一套Apple IIc電腦在家中，瑞安是從那時候開始學習如何使用電腦。青年時期，瑞安有在聖地牙哥加利福尼亞大學學習數學，以及羅徹斯特大學的研究所研究代數拓撲。
結束學業後，瑞安並沒有打算繼續投入數學領域，後來他接洽一份維護一家滑雪公司網站裡Ruby on Rails程式語言內容的工作，開始從事程式設計師職務。瑞安之後有與女友搬至德國居住一段時間，做自由接案的工程師。

### Node.js
瑞安在2009年推出名為「Node.js」的專案，該專案起源自瑞安之前看到圖片分享網站Flickr在展示圖片上傳功能時，他注意到Flickr站台在回應多筆上傳請求的處理上並不良好，想著手一套能讓網頁伺服器方便處理非同步請求的軟體框架，當時Google又推出了名為「V8」的JavaScript引擎，瑞安便採用Javascript程式語言在該引擎上編寫出他所構想的內容。
瑞安之後有前往Joyent就職，部門裡的同事也有給予他不少關於Node.js建議與相關支援。在同時維護Node.js專案與身任Joyent員工的一段時間後，瑞安在2012年宣布個人從Node.js社群裡退出，並將Node.js的主要控制權，交接給Node.js專用軟體套件管理系統「npm」的開發者艾薩克·Z·施呂特（Isaac Z. Schlueter）。

### Deno
2018年的JSConf EU活動會場上，瑞安發表了「我為Node.js感到後悔的十件事」（10 Things I Regret About Node.js）的演講，在內容中瑞安提及過去在開發Node.js時，未採用到Javscript用來處理非同步流程的promise物件、以及模組安裝會過於臃腫等問題。
基於過去設計Node.js的過失經驗，瑞安發表了名為「deno」的新專案，該專案與Node.js同樣有採用到JavaScript等語言編寫，自2018年5月期間開始進行後，於2020年5月13日正式釋出。